# 葱油餅
葱油餅（ネギあぶらもち、ツォンヨゥピン、繁体字: 蔥油餅）とは、小麦粉ともち粉と水を練った生地の上にラードを塗り、ネギの細片を具として巻き込んで焼いた餅（ビン）。
台湾・マレーシア・シンガポールなど他の地域でも食べられており、特に台湾では変種である葱抓餅（ツォンジュアピン）が有名。屋台の商品として売られていることが多い。

## 概要
作り方は、まず、小麦粉ともち粉を水で練って生地を作り、麺棒で薄く広げる。生地に塩を振って味付けし、油を塗って、みじん切りにしたネギを散らす。端から生地を巻き、細い棒状になるようにする。棒状になった生地を、油がこぼれないよう両端を留めてから、ひねりながら棒の縦方向に潰し、さらに麺棒で円盤状に伸ばす。あるいは、棒状の生地を渦巻き状に巻いて円盤にしてから、麺棒で伸ばす方法もある。最後に、円盤状になった生地を、熱した鉄板やフライパンで焦げ目が付くように焼く。
屋台では、焼きあがった葱油餅に放射状に切り込みを入れて、三角形に切り分けて供することが多い（画像参照）。
生地に油を塗ってから、巻いたりひねったりすることで、薄い層が重なったパイのような構造になる。これにより、発酵させない生地であっても、焼いても固くなりすぎないで済む。もっとも、生地に酵母を加えて発酵させる作り方もあり、その場合は焼餅の一種でもある。
なお、葱油餅はピザの起源であるという俗説があるが、明確な証明がされていない。中国を訪れたマルコ・ポーロが、イタリアに帰国後に葱油餅の再現をしようとし、出来たのがピザだったと称する。もっとも、ピザの歴史はマルコ・ポーロが訪中した13世紀よりも古いとされ、実際には両者は無関係である。

## 参考資料
- ウー・ウェン『ウー・ウェンの北京小麦粉料理』（高橋書店、2003年）